# Vera Szamojlovna Krepkina
Vera Szamojlovna Krepkina, született Kalasnyikova (oroszul: Вера Самойловна Крепкина [Калашникова]; Kotyelnyics, Kirovi terület, 1933. április 16. – Kijev, 2023. április 25.) olimpiai és Európa-bajnok szovjet-ukrán atléta, futó, távolugró.

## Pályafutása
1952-ben vett részt első alkalommal az olimpiai játékokon, ekkor csak futószámokban indult. 100 méteren az elődöntőben esett ki, míg a négyszer százas szovjet váltóval negyedik lett. Két évvel később, a Bernben rendezett Európa-bajnokságon tagja volt az aranyérmes szovjet négyszer százas váltónak. A melbourne-i olimpián ugyanazzal az eredménnyel zárt, mint négy évvel korábban Helsinkiben. Az 1958-as kontinensbajnokságon újfent győzött a szovjet váltóval, továbbá ezüstérmet szerzett száz méteren. Az 1960-as római olimpiai játékokon már a távolugrás számában is részt vett. E versenyszám döntőjében elsőként zárt, új olimpiai rekordot felállítva. Ebben az évben megkapta a Lenin-rend kitüntetését.

## Egyéni legjobbjai
- 100 méteres síkfutás – 11,3 (1958)
- 200 méteres síkfutás – 23,9 (1958)
- Távolugrás – 6,37 méter (1960)